# Bill Gaudette
Pour les articles homonymes, voir Gaudette.
Bill Gaudette est un joueur américain de soccer né le 14 septembre 1981 à Hummelstown, en Pennsylvanie. Il évolue au poste de gardien de but avec la sélection portoricaine.
Gaudette a commencé sa carrière de football au niveau collégial avec l'Université Saint- John's, tout en poursuivant avec les Knights de Brooklin de la Premier Development League de la USL, au cours de l'entre-saison collégiale. Après une carrière exceptionnelle à St. John's, le Crew de Columbus le sélectionne au 9e rang global du repêchage supplémentaire 2005 de la MLS. Sa prestation avec le Crew le place tout d'abord comme substitut de Jon Busch.
En 2008, Gaudette est transféré aux Islanders de Porto Rico de la première division de la USL, où il se transforme en un gardien de but d'élite. Sa contribution a mené le club à son premier championnat de saison régulière, ainsi qu'à la finale des séries éliminatoires. Ses performances cruciales dans la Ligue des Champions de la CONCACAF amène son équipe de Porto Rico à des résultats étonnants sur les puissances régionales. En février 2010, il est classé 17e dans le Top 25 de la Décennie de la Première division USL First Division, qui a publié une liste des meilleurs et plus influents joueurs de la USL de la dernière décennie.

## Carrière

### Collégial et amateur
Gaudette a joué au football collégial à l'Université St. John's de 2001 à 2004, où il a terminé avec une fiche de 43-13-12. Pendant cette période, il a également joué pour les Knights de Brooklin de la Premier Development League de la USL au cours de l'entre-saison collégiale.

### Professionnel
Gaudette a été repêché dès le premier tour, 9e au général, par le Crew de Columbus lors du repêchage supplémentaire de 2005 de la MLS et faisait partie de l'équipe de la saison 2007. Il a été acquis par les Islanders de Porto Rico comme premier gardien au début de 2008. Gaudette a été présenté par Colin Clarke dans la tentative de ce dernier à remodeler le club avant la campagne 2008. Au cours de la saison, Gaudette a fait une apparition remarquée pour les Islanders au cours d'un match en commençant contre les Rhinos de Rochester. Tout au long du match, il a réussi à stopper les Rhinos dans une victoire de 4-0 à Porto Rico. Ce fut une victoire mémorable parce qu'elle a placé le club au sommet du classement de la ligue pour la première fois de son histoire.
Dans la phase finale de la saison, Gaudette a réussi à garder son club en haut du classement. Le 19 septembre, Porto Rico a remporté leur première Coupe des commissaires, symbole de la première place au classement de la ligue en saison régulière. À la fin de la saison 2008, Gaudette avait une moyenne de buts alloués de 0.851. Il avait aussi 10 blanchissages et a terminé en tant que leader de la ligue en termes de victoires avec 14.
Le 30 septembre 2008, il est couronné gardien de but de l'année et il est sélectionné au sein de la première équipe d'étoile de la USL. En séries éliminatoires, il mène les Islanders jusqu'en finale de la USL 1, avant d'être vaincus par les Whitecaps de Vancouver par un score de 2-1.
C'est dans la Ligue des champions de la CONCACAF 2008-2009 où Gaudette s'est établi comme un gardien de but étoile de la région de la CONCACAF, alors que les Islanders finirent par atteindre les demi-finales du tournoi en raison de ses performances de premier plan. Dans la ronde préliminaire, les Islanders ont été confrontés à la puissance régionale Liga Deportiva Alajuelense où, dans les deux manches (aller et retour), Gaudette a bien performé et ainsi permis à Porto Rico d'avancer à la phase de groupes.
Dans la phase de groupes, les Islanders accroche une première victoire sur le club Santos Laguna où, encore une fois, la performance de Gaudette conduit à un résultat de 3-1. Gaudette a propulsé les Islanders jusqu'à la demi-finale, affrontant cette fois le CD Cruz Azul. Dans le match-aller, il obtient une victoire par jeu blanc sur le rival mexicain, Cruz Azul étant défait deux buts à zéro. Dans le match-retour, Cruz Azul a gagné 2-0 et a forcé le temps supplémentaire. La prolongation finit 3-1. Le jeu est finalement décidé aux tirs de pénalités et se termine 4-2 en faveur de Cruz Azul. C'est la fin du parcours en Ligue des Champions pour les Islanders.
Au cours de la saison 2009, il a compilé 15 victoires, qui le plaçait à égalité en tête de la ligue avec Steve Cronin. Il termine cinquième pour la moyenne de buts alloués (0,74), et enregistre 12 blanchissages, encore à égalité en tête de la ligue avec Dusty Hudock. Le 29 septembre 2009, il est sélectionné dans la deuxième équipe d'Étoiles de la USL. Le 1er avril 2010, Gaudette signe un nouveau contrat avec Porto Rico pour la saison 2010.
Finalement, Gaudette signe un contrat d'un an avec l'Impact de Montréal, de la North American Soccer League, le 19 février 2011.
En juillet 2012, il signe en faveur des New York Red Bulls. En novembre 2012, il n'est pas conservé dans l'effectif.